# 壶托榕
壶托榕（学名：Ficus ischnopoda）为桑科榕属的植物。分布于孟加拉国、印度、缅甸、越南、马来西亚、泰国以及中国大陆的贵州、云南等地，生长于海拔1,600米至2,200米的地区，多生长在河滩地带，目前已由人工引种栽培。

## 别名
瘦柄榕（云南种子植物名录）